# Parma Foot Ball Club 1923-1924
Questa pagina raccoglie le informazioni riguardanti il Parma Foot Ball Club nelle competizioni ufficiali della stagione 1923-1924.

## Stagione
il Parma nel suo primo campionato di Seconda Divisione Nord ha ottenuto un ottimo secondo posto.

## Rosa
| N. |                   | Ruolo | Calciatore        |
| -- | ----------------- | ----- | ----------------- |
|    | Italia (bandiera) | P     | Mario Alfieri     |
|    | Italia (bandiera) | D     | Vincenzo Bocconi  |
|    | Italia (bandiera) | D     | Arturo Gabbi      |
|    | Italia (bandiera) | D     | Giuseppe Gobbi    |
|    | Italia (bandiera) | D     | Giovanni Mazzoni  |
|    | Italia (bandiera) | D     | Giulio Rossi      |
|    | Italia (bandiera) | D     | Torquato Rossini  |
|    | Italia (bandiera) | C     | Ottorino Casanova |

| N. |                   | Ruolo | Calciatore          |
| -- | ----------------- | ----- | ------------------- |
|    | Italia (bandiera) | C     | Bruno Dentelli      |
|    | Italia (bandiera) | C     | Saulle Franzini     |
|    | Italia (bandiera) | C     | Alfredo Ponzi       |
|    | Italia (bandiera) | C     | Renato Rossini      |
|    | Italia (bandiera) | A     | Luigi Calda         |
|    | Italia (bandiera) | A     | Alfredo Mattioli    |
|    | Italia (bandiera) | A     | Tito Mistrali       |
|    | Italia (bandiera) | A     | Ferdinando Rebecchi |

## Risultati

### Seconda Divisione

#### Girone F

##### Girone di andata
| Parma 21 ottobre 1923 1ª giornata | Parma | 1 – 1 referto | Prato |  |

| Parma 28 ottobre 1923 2ª giornata | Parma | 0 – 0 referto | Reggiana |  |

| Viareggio 4 novembre 1923 3ª giornata | Viareggio | 2 – 2 referto | Parma |  |

| Parma 11 novembre 1923 4ª giornata | Parma | 4 – 0 referto | CS Firenze |  |

| Siena 18 novembre 1923 5ª giornata | Robur | 1 – 5 referto | Parma |  |

| Firenze 25 novembre 1923 6ª giornata | Libertas Firenze | 1 – 2 referto | Parma |  |

| Parma 2 dicembre 1923 7ª giornata | Parma | 1 – 1 referto | Lucchese |  |

##### Girone di ritorno
| Prato 16 dicembre 1923 8ª giornata | Prato | 3 – 1 referto | Parma |  |

| Reggio Emilia 23 dicembre 1923 9ª giornata | Reggiana | 2 – 0 referto | Parma |  |

| Parma 30 dicembre 1923 10ª giornata | Parma | 2 – 0 referto | Viareggio |  |

| Firenze 6 gennaio 1924 11ª giornata | CS Firenze | 1 – 4 referto | Parma |  |

| Parma 13 gennaio 1924 12ª giornata | Parma | 2 – 0 A tav. per forfait referto | Robur |  |

| Parma 27 gennaio 1924 13ª giornata | Parma | 4 – 1 referto | Libertas Firenze |  |

| Lucca 3 febbraio 1924 14ª giornata | Libertas Lucca | 0 – 2 A tav. referto | Parma |  |

## Statistiche

### Statistiche di squadra
| Competizione                 | Punti | In casa | In casa | In casa | In casa | In casa | In casa | In trasferta | In trasferta | In trasferta | In trasferta | In trasferta | In trasferta | Totale | Totale | Totale | Totale | Totale | Totale | DR  |
| Competizione                 | Punti | G       | V       | N       | P       | Gf      | Gs      | G            | V            | N            | P            | Gf           | Gs           | G      | V      | N      | P      | Gf     | Gs     | DR  |
| ---------------------------- | ----- | ------- | ------- | ------- | ------- | ------- | ------- | ------------ | ------------ | ------------ | ------------ | ------------ | ------------ | ------ | ------ | ------ | ------ | ------ | ------ | --- |
| Seconda Divisione - girone F | 20    | 7       | 4       | 3       | 0       | 14      | 3       | 7            | 4            | 1            | 2            | 16           | 10           | 14     | 8      | 4      | 2      | 30     | 13     | +17 |

### Statistiche dei giocatori
| Giocatore   | Seconda Divisione | Seconda Divisione |
| Giocatore   | Presenze          | Reti              |
| ----------- | ----------------- | ----------------- |
| M. Alfieri  | 13                | -13               |
| V. Bocconi  | 2                 | 0                 |
| L. Calda    | 13                | 3                 |
| O. Casanova | 2                 | 1                 |
| B. Dentelli | 7                 | 0                 |
| S. Franzini | 13                | 0                 |
| A. Gabbi    | 7                 | 0                 |
| G. Gobbi    | 3                 | 0                 |
| A. Mattioli | 13                | 6                 |
| G. Mazzoni  | 13                | 1                 |
| T. Mistrali | 13                | 5                 |
| A. Ponzi    | 1                 | 0                 |
| F. Rebecchi | 13                | 5                 |
| G. Rossi    | 5                 | 0                 |
| T. Rossini  | 13                | 0                 |
| R. Rossini  | 12                | 4                 |